# Пол Гринграс
Пол Гринграс (енгл. Paul Greengrass; 13. август 1955) британски је режисер и сценариста познат по филмовима Борнова надмоћ, Борнов ултиматум, Зелена зона, Капетан Филипс и Лет 93, који му је донео награду БАФТА и номинацију за награде Оскар за најбољег режисера.
Гринграс је уз Дејвида Јејтса, Кристофера Нолана, Мајка Њуела и Ридлија Скота један од пет комерцијално најуспешнијих британских режисера. Такође је тренутни председник „Удружења британских режисера“ (енгл. Directors UK).

## Филмографија
| Година | Српски назив     | Изворни назив | Режисер | Сценариста | Продуцент | Напомене                                                                             |
| ------ | ---------------- | ------------- | ------- | ---------- | --------- | ------------------------------------------------------------------------------------ |
| 1989.  | Васкрсли         |               | Да      | Не         | Не        |                                                                                      |
| 1994.  |                  |               | Да      | Да         | Не        | ТВ филм                                                                              |
| 1996.  |                  |               | Да      | Да         | Не        | ТВ филм                                                                              |
| 1997.  |                  |               | Да      | Да         | Не        |                                                                                      |
| 1998.  | Теорија летења   |               | Да      | Не         | Не        |                                                                                      |
| 2002.  | Крвава недеља    |               | Да      | Да         | Не        |                                                                                      |
| 2004.  | Борнова надмоћ   |               | Да      | Не         | Не        |                                                                                      |
| 2006.  | Лет 93           |               | Да      | Да         | Да        | номинација - Оскар за најбољег режисера номинација - БАФТА за најбољи британски филм |
| 2007.  | Борнов ултиматум |               | Да      | Не         | Не        | номинација - БАФТА за најбољи британски филм                                         |
| 2010.  | Зелена зона      |               | Да      | Не         | Да        |                                                                                      |
| 2013.  | Капетан Филипс   |               | Да      | Не         | Не        | номинација - Оскар за најбољи филм номинација - Оскар за најбољи адаптирани сценарио |
| 2016.  | Џејсон Борн      |               | Да      | Да         | Да        |                                                                                      |